# Lego Worlds
Lego Worlds é um jogo sandbox com tema Lego desenvolvido pela Traveller's Tales e publicado pela Warner Bros. O jogo permite aos jogadores construir construções em um mundo 3D gerado processualmente. Uma versão beta do jogo foi lançada em 1 de junho de 2015 no Steam Early Access. Foi lançado em 7 de março de 2017 para Microsoft Windows, PlayStation 4 e Xbox One. Uma versão para Nintendo Switch foi lançado em 5 de setembro de 2017 na América do Norte e em 8 de setembro de 2017 na Europa.

## Desenvolvimento
Antes do lançamento oficial do jogo, ele teve teasing no verso de um manual de construção de LEGO.  Ele foi propriamente anunciado em 1º de junho de 2015 com um lançamento simultâneo no Steam, com uma versão Early Access beta lançada para permitir que a comunidade gamer provida feedback para os melhoramentos contínuos e a integração do conteúdo com o passar do tempo. 